# Alisher Boqiev
Alisher Boqiev (21 de diciembre de 1974) es un deportista tayiko que compitió en judo. Ganó una medalla de plata en el Campeonato Asiático de Judo de 2001, en la categoría de –90 kg.

## Palmarés internacional
| Campeonato Asiático | Campeonato Asiático   | Campeonato Asiático | Campeonato Asiático |
| Año                 | Lugar                 | Medalla             | Categoría           |
| ------------------- | --------------------- | ------------------- | ------------------- |
| 2001                | Ulán Bator (Mongolia) | Medalla de plata    | –90 kg              |